# Samsung Galaxy Ring
Samsung Galaxy Ring（ギャラクシー リング）は、サムスン電子初のスマートリングである。

## 沿革
Samsung Galaxy Ringは2024年7月10日にグローバル発表され、日本では2025年2月14日に発売された。
健康・フィットネスのトラッキング機能を備えたウェアラブルデバイスであり、ディスプレイを持たず、軽量かつコンパクトな形状で常に健康モニタリングが可能となっている。

### 主な機能
健康管理機能
1. 心拍数モニタリング： PPGセンサーによりリアルタイムで心拍数を測定
2. 睡眠トラッキング： 睡眠ステージ、睡眠時間、入眠潜時、睡眠中の動き、心拍数、呼吸数を分析

1. 皮膚温度測定： 睡眠中の皮膚温度を測定し、健康状態を把握
2. ストレスレベル評価： 心拍変動（HRV）を基にストレスレベルを推定
3. 月経周期予測： 皮膚温度と心拍リズムからホルモン変動を推定し、月経周期を予測[4]
4. 活動自動検出： 歩行、ランニング、水泳などのアクティビティを自動で検出。[5]

ジェスチャー操作
ダブルピンチ操作： 親指と人差し指を2回タップすることで、写真撮影やアラーム解除が可能（One UI 6.1.1以降のGalaxyスマートフォンが必要）。
防塵・防水
- 10気圧防水とIP68等級の防塵／防水性能。
- 水深100メートルで10分間耐えられる[7]。

### カラー
| Color | Name            |
| ----- | --------------- |
|       | Titanium Black  |
|       | Titanium Silver |
|       | Titanium Gold   |

バッテリーと充電
- 本体のバッテリー容量はサイズによって異なり、5から7サイズは18mAh、8から11サイズは19.5mAhでそれぞれ最大6日間使用可能。12から15サイズは22.5mAhであり最大7日間利用できる。[8]
- 充電ケース： LEDインジケーター付きで、バッテリー残量を視覚的に確認可能、ワイヤレス充電。